# Canonet

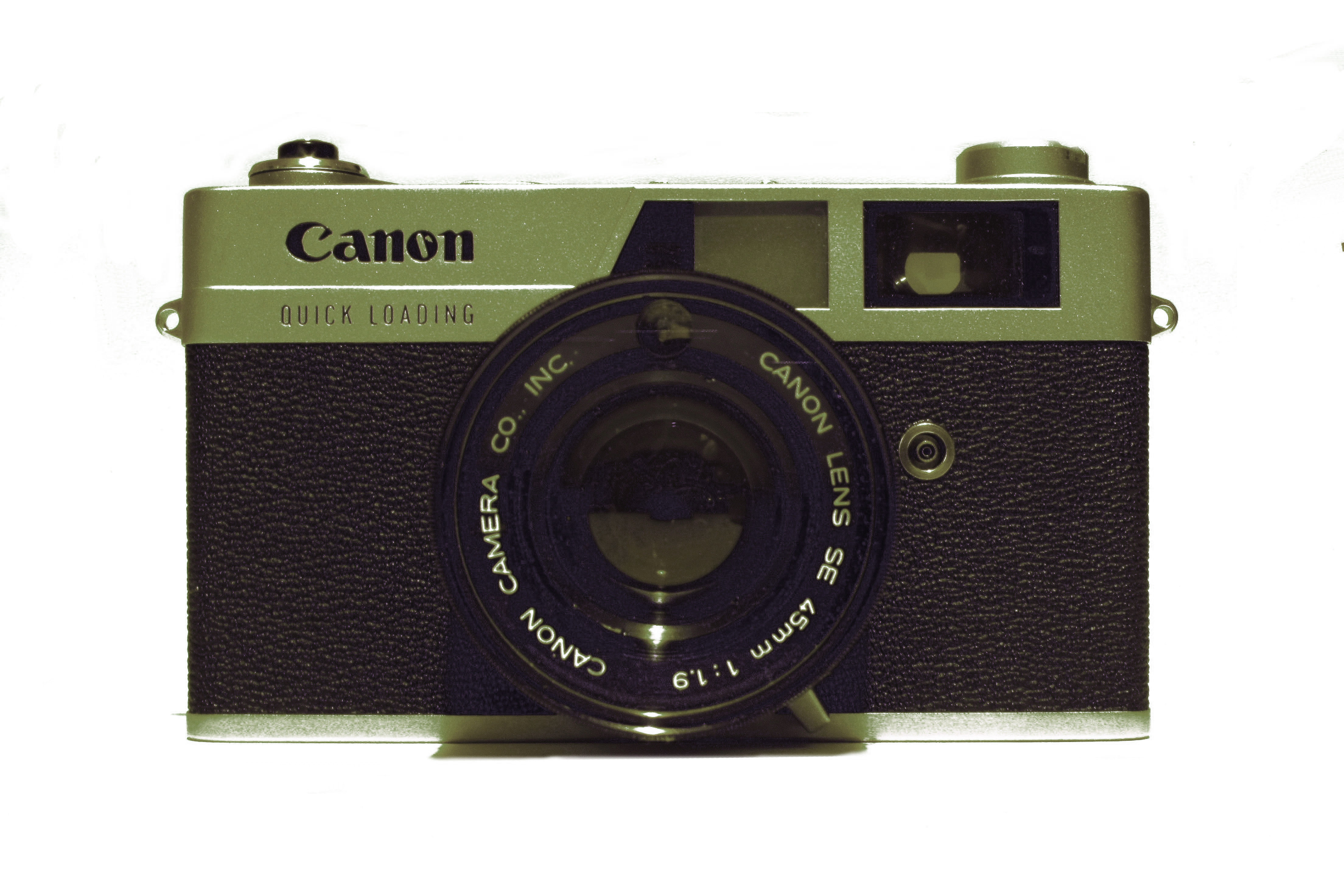
Canonet GIII QL-19

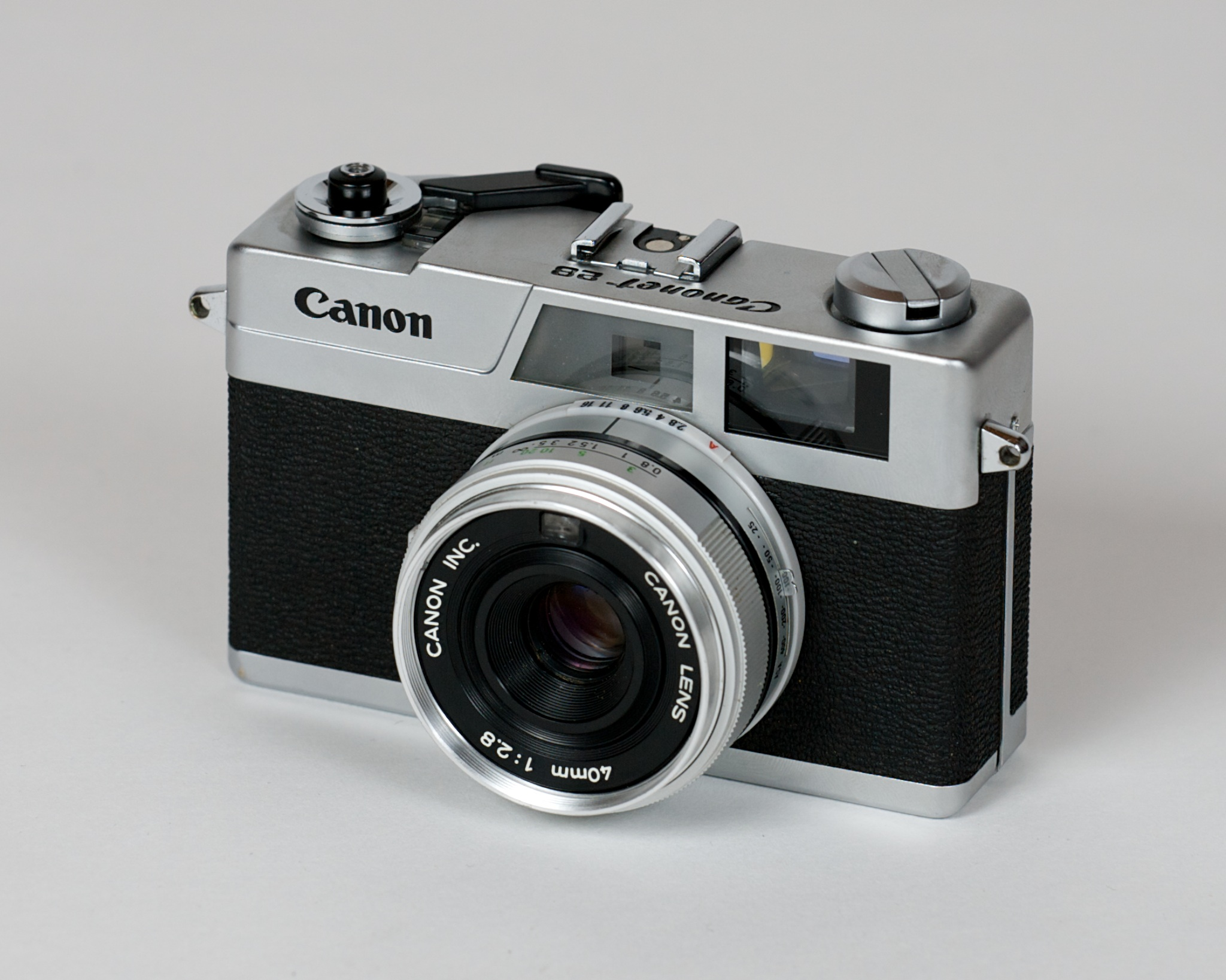
Nuova Canonet 28 from 1971

Canonet è una serie di fotocamere a telemetro della Canon prodotte dal 1960 al 1980 circa. Dalla prima Canonet, il nome è stato utilizzato per una serie di fotocamere caratterizzate da variazioni tecniche sulla luminosità dell'ottica e sulla presenza di alcuni accessori come l'autoscatto.
La fotocamera è compatta e leggera se confrontata con altre macchine dello stesso periodo con caratteristiche analoghe. L'ottica è fissa e non removibile.

## Funzionamento
La scelta dei tempi e dei diaframmi avviene tramite delle ghiere poste sull'obiettivo stesso. È possibile operare in modalità manuale o in priorità di tempi. Nel caso di modalità automatica, la macchina impedisce di scattare se la luce è fuori dai parametri possibili. È disponibile anche un timer impostabile per autoscatto ed è fornita di filettatura per treppiedi. Per quanto concerne l'utilizzo di flash la Canonet è fornita di una slitta flash con hot shoe e di una presa synchro, non è invece corredata di un flash esterno.

## Esposimetro
La valutazione dell'esposimetro è di tipo spot e la cella sensibile è situata direttamente nella cornice esterna dell'obiettivo, permettendo di valutare in tempo reale l'eventuale abbattimento di luce derivato dall'uso di filtri. La misura dell'esposizione viene mostrata all'interno del mirino grazie ad una scala graduata con i valori di diaframma consigliati, che diventano obbligatori in caso di modalità in priorità di tempi.

## Pellicola
La Canonet utilizza pellicola da 35 mm ed è fornita di contapose. L'avanzamento della pellicola è manuale. I Modelli QL (Quick Load) sono equipaggiati con un sistema di aggancio dell'esca di pellicola pensato per essere più rapido ed evitare errori durante la fase di caricamento della pellicola.

## Modelli
Lista dei modelli prodotti:
- Canon Canonet
- Canon Canonet Junior
- Canon Canonet Slim pick
- Canon Canonet QL 17
- Canon Canonet QL 17 New
- Canon Canonet QL 17-L New
- Canon Canonet QL 17 GIII
- Canon Canonet QL 19
- Canon Canonet QL 19E
- Canon Canonet QL 19 New
- Canon Canonet QL 19 GIII
- Canon Canonet QL 25
- Canon Canonet 28
- Canon Canonet 28 New
- Canon Canodate E
- Canon Canodate E-N
- Canon Datematic